# Kyongae Chang
Kyongae Chang (장경애?; Seul, 5 settembre 1946) è un'astrofisica sudcoreana.
È nota soprattutto per il suo lavoro sulle lenti gravitazionali, compresa la lente Chang-Refsdal.
Ha lavorato come ricercatrice associata sull'astrometria delle binarie con i professori van de Kamp e Heintz all'Osservatorio Sproul dal 1969 al 1971. Dal 1975 al 1980 ha fatto ricerca all'Università di Amburgo, conseguendo il dottorato con il suo lavoro sulla lente Chang-Refsdal. Il risultato principale della ricerca è stato pubblicato su Nature nel 1979 immediatamente dopo la scoperta della prima lente gravitazionale. 
Ritornata in Corea nel 1985, divenne professore alla Cheongju University.